# Deserter's Songs
Albums de Mercury Rev
See You on the Other Side
(1995) All Is Dream
(2001)
Deserter's Songs est un album de Mercury Rev, sorti en 1998.

## L'album
Le titre Holes apparaît dans le film Panic. 
Il fait partie des 1001 albums qu'il faut avoir écoutés dans sa vie

### Titres
Tous les titres sont de Jonathan Donahue et Sean Mackiowiak, sauf mentions. 
- Holes (5:55)
- Tonite It Shows (3:40)
- Endlessly (4:25)
- I Collect Coins (1:27)
- Opus 40 (5:10)
- Hudson Line (Sean Mackiowiak) (2:54)
- The Happy End (The Drunk Room) (2:06)
- Goddess on a Hiway (3:45)
- The Funny Bird (5:51)
- Pick Up If You're There (3:05)
- Delta Sun Bottleneck Stomp (Jimy Chambers) (instrumental, titre caché) (6:17)

### Musiciens
- Jonathan Donahue : voix, guitare acoustique, cordes
- Sean Mackiowiak : guitare, voix, bois
- Jimy Chambers : clavinet, clavecin, tambours
- Dave Fridmann : piano, basse, mellotron, chœurs
- Suzanne Thorpe : flûtes
- Adam Snyder : synthétiseurs, mellotron, Wurlitzer
- Levon Helm : batterie
- Garth Hudson : saxophones
- Amy Helm, Marie Spinosa : voix, sifflets
- Marie Gavazzi Fridmann : soprano
- Jeff Mercel : batterie
- Joel Eckhouse : scie courbe
- Rachel Handman : violons
- Matt Jordan : bugles
- Jim Burgess : trombones
- Aaron Hurwitz : piano
- Scott Petito : basse électrique
- Garrett Uhlenbrock : slide guitar